# Майян-хатун

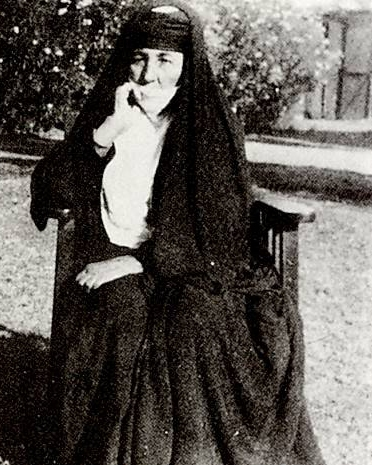
Мира Майян Хатун в 1945 году

Мира Майян Хатун или Мэйян Хатун (курд. Meyan Xatûn; род. 1873/1874, Баедр, Османская Империя — ум. 1957/1958, Шангал, Королевство Ирак) — езидская принцесса, регент курдского эмирата Шейхан, а также частичный исполнитель обязанностей высшего лица теократической иерархии езидов в 1913—1957/1958 гг.. Майян родилась в семье известного принца Мира Абди Бега. Она была женой Мира Али Бега, матерью Мира Саид Бега. После смерти сына растила своего внука, нынешнего Мира Шейхана и всех езидов Тахсин Бега.
Майян Хатун являлась свекровью Миры Хатун Вансы.

## Детство и юность
Детство и юность езидской принцессы протекали в тяжелых условиях. В 1895 г. Маян-хатун выходит замуж за своего двоюродного брата Али-бега II, который являлся эмиром езидов. Период этот был тяжелейшим в истории курдов-езидов с точки зрения экономического, политического и социального положения, ведь над езидами нависла очередная угроза геноцида.
На тот момент ставленник Османской империи в Мосуле Фрик-паша (Омар Вахби-паша) потребовал у езидов принять ислам. Получив отказ от Мира Али-бега II, Фрик паша снарядил армию в Шейхан и учинил беспрецедентную резню мирного населения. Он отобрал у езидов священные символы религии, разграбил Лалыш, обратил храм Шейха Ади в мусульманскую школу. Были разрушены селения, многие езиды погибли в боях, но были и те, кто формально принял ислам. Среди них был и брат Мира Али-бега II Мирза-бег, который стремился спасти народ таким образом. Али-бега II же, отказавшегося принимать мусульманство, сместили и подвергали постоянным пыткам. Как рассказывали очевидцы тех событий, езидского лидера в Баадре постоянно проводили босиком по колючкам, предлагали деньги, золото, но он отказывался принимать ислам. Из-за его авторитета среди езидов, его решили не убивать, а отправить в ссылку в г. Сивас. Все это время рядом с ним находилась его супруга Маян-хатун, которая всегда была предана ему, а страдания Али-бега II лишь укрепляли её характер.
В Сивасе рядовые езиды подкупали османских чиновников и содержали своего Мира как могли. Видя беззаконие по отношению к езидам, европейские послы протестовали и писали письма в Стамбул, в результате чего Фрик-паша был отозван, а на его место в Мосул был отправлен Сулейман Назиф-паша, мать которого была езидкой по происхождению. Он вернул езидам религиозные ценности, отобранные Фрик-пашой, и освободил Али-бега II и Маян-хатун. Езиды же не простили измены Мирза-бегу и, в свою очередь, свергли его и посадили обратно на трон Али-бега II.

## После смерти Мира Али-бега
В 1912 году на Мира Али-бега было совершено покушение. Али-бег был убит в своем собственном дворце в Баадре сыном Чоло из селения Алмаман, который был из родственного эмирам рода псмиров. Маян-хатун разослала по всему княжеству своих лазутчиков, и вскоре она расправилась с семьей Чоло Алмамани. По её приказу были казнены все члены этой семьи, только один сын Чоло смог скрыться и бежать к езидам Российской империи.
После убийства Мир Али-бега II развернулась борьба за престол езидского эмира.Сын Али-бега II Саид-бег был очень молод (12 лет), вел более свободный образ жизни, не был готов к правлению и был немного легкомыслен. На престол претендовал его родной дядя, брат Маян-хатун Исмаил-бег. Вдова Али-бега Маян-хатун выступила против своего брата и добилась признания эмирства своего сына Саид-бега, который правил в течение 32 лет.Маян-хатун пользовалась огромным авторитетом среди езидов, а также у правительства Ирака. Она была фактическим правителем, тогда как Саид-бег являлся формальным правителем.

## Правление сына Саид-бега
Правление Саид-бега отмечено больше негативными явлениями, нежели позитивными. Он ввел изменения в администрирование езидских святынь, наложил на служителей преждевременный налог и начал разрушать сложившуюся за все время традицию.
Впоследствии племянники Маян-хатун не хотели уступать власть Саид-бегу и она вынуждена была пойти на уступки, предложив им управлять езидами Шангала взамен на признание эмиром её сына.
Саид-бег скончался в 1944 году в Мосуле, после чего за престол езидского эмира вновь развернулась борьба.

## Правление внука Тахсин-бега
Саид-бег скончался в 1944 году в Мосуле, после чего за престол езидского эмира вновь развернулась борьба. Имея блестящий дипломатический дар, Маян-хатун вновь обыграла своих оппонентов и посадила на престол своего 12-летнего внука (сына Саид-бега) Тахсин-бега. Он стал официальным правителем, а Маян-хатун была объявлена регентшей. Она управляла езидами до глубокой старости.
Майян-хатун скончалась 31 декабря 1957 г. в возрасте 83 лет.